# Benediktinerabtei Neustadt am Main

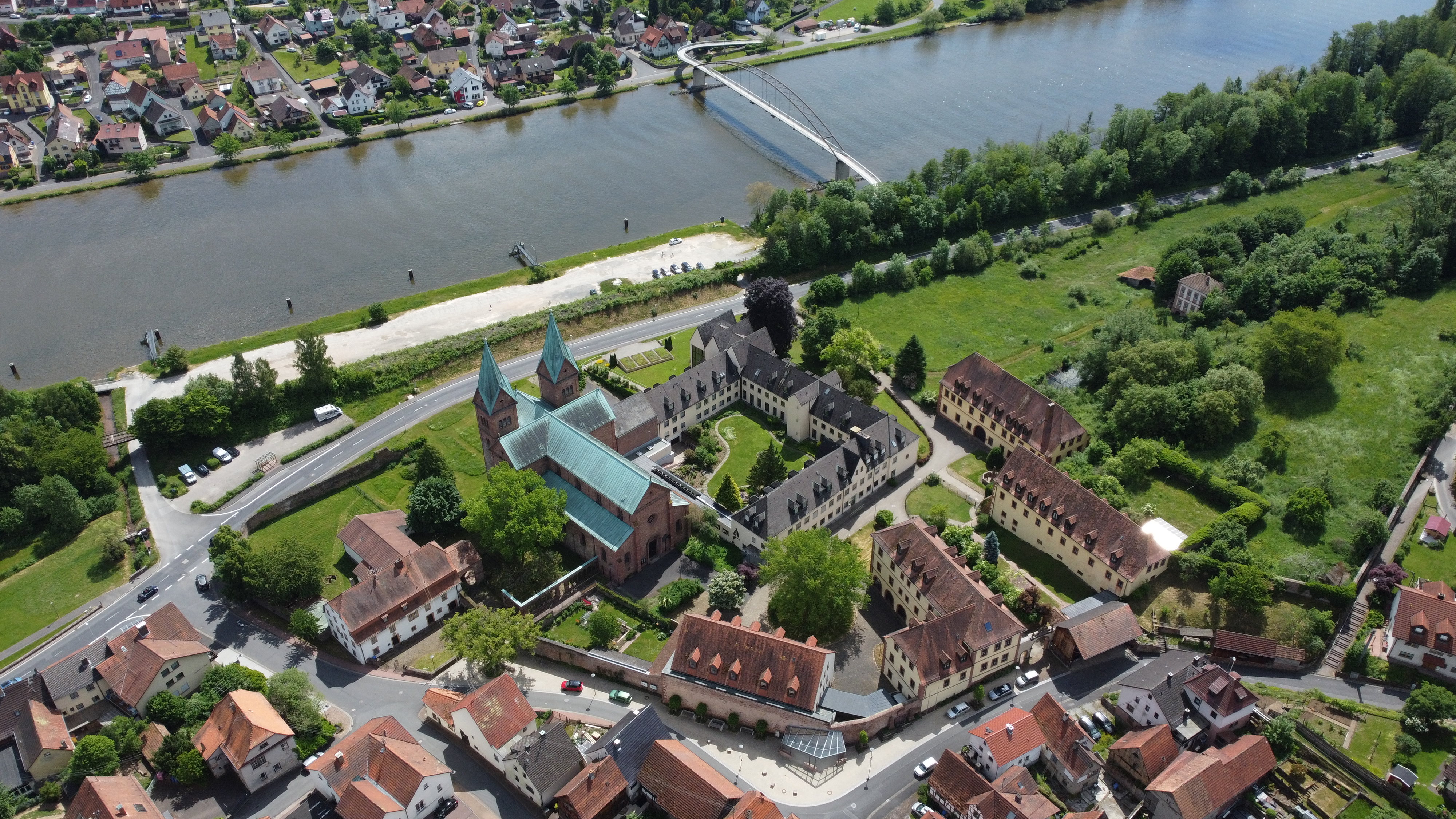
Klosteranlage Neustadt am Main, Standort 4

In Neustadt am Main gab es seit dem 8. Jahrhundert bis zur Säkularisation in Bayern eine Abtei des Benediktinerordens, die Benediktinerabtei Neustadt am Main, die nacheinander vier unterschiedliche Standorte hatte.

## Geschichte
Burkard hielt sich mit seinen Gefährten von 738 bis Ende 741 / Anfang 742 in dem karolingischen Jagd- und Lustschloss auf dem Michaelsberg, der Michilstat, auf. Er erhielt das Jagd- und Lustschloss von Karl Martell, erwähnt in der Urkunde DO III 354. Ob es ein erstes Kloster im eigentlichen Sinne gegeben hat, ist nicht sicher, a denn bei den bisherigen archäologischen Untersuchungen auf dem Michaelsberg wurden keine Spuren entdeckt, die von einem Klosterbau stammen könnten. b Bei Grabungen, die das Bayerische Landesamt für Denkmalpflege 1974 durchführte, wurden jedoch die Grundmauern einer Saalkirche mir runder Apsis, in südangelsächsischer Bauweise, ausgegraben: Die Klosterkirche der Michilstat. Neustadt hieß damals Rorinlacha, was laut Joseph Schnetz „mit Röhricht bewachsener Sumpf“ bedeutet. Der Sumpf befand sich im Tal, nicht auf dem Michaelsberg. c Wegen der Topographie konnte sich der Konventsbau nur nördlich der Saalkirche befunden haben, wie beim nächsten Kloster im Tal, jedoch hat man nördlich der heutigen Friedhofskirche bisher nicht gegraben.
Ab 738/739 wurde der mit Röhricht bewachsener Sumpf (Rorinlacha) im Tal trockengelegt. Megingaud, der spätere zweite Bischof von Würzburg, ließ 742 ein erstes Kloster im Maintal nahe der Mündung des Silberlochbaches einweihen. Weshalb ausgerechnet hier, an einem sehr verlassen Ort, im frühen 8. Jahrhundert ein Benediktinerkloster gegründet wurde, ist nicht klar. Der Konvent des Klosters an der „Alten Statt“, war wie bei der Michilstat auf dem Berg, nördlich von der Saalkirche mit Apsis. Das Kloster an der „Alten Statt“ wurde 1981/82 ausgegraben und befindet sich heute unter dem Pfarrhaus. Den Grund und Boden im Tal hatte er natürlich vorher von Hatto, einem verwandten Mattonen erhalten. Nachdem er Anfang 769 sein Amt als Bischof zugunsten von Berowelf niedergelegt hatte und wieder nach Rorinlacha zurückging, überbaute er nach 772 die Saalkirche der „Alten Statt“ mit der Vierungskirche der Neuen Statt. Der Konvent des Missionskloster an der Neuen Statt befand sich jetzt südlich von der zugehörigen Kirche. Initiiert wurde das neue Kloster von König Karl I., es wurde 781 eingeweiht. Mehr als 50 adelige Benediktinerbrüder, die bisher noch in Würzburg geblieben waren, wurden von Berowelf gezwungen, in das Kloster zu ziehen. d Megingaud erbat von Karl dem Großen den Schutz des Klosters und der König förderte das Kloster, z. B. indem er ihm ein großes Gebiet im Spessart mit einem Kerngebiet von etwa 18 × 10 km übereignete. e Der Schutz des Königs sollte Neustadt die Unabhängigkeit sichern, aber dennoch versuchte der Würzburger Bischof immer wieder Einfluss auf das Kloster zu nehmen. Dies gelang ihm 993 über eine gefälschte Urkunde, und Neustadt wurde damit ein würzburgisches Eigenkloster. Im 12. Jahrhundert gestattete der Würzburger Bischof dem Klostervogt Markwart II. von Grumbach auf klostereigenem Grund die Burg Rothenfels zu errichten, die damit nicht nur das Maintal, sondern auch das Kloster beherrschte. Die Schikanen gingen weiter, so dass Neustadt im Jahr 1282 sich veranlasst sah, König Rudolf von Habsburg um Hilfe zu bitten.
Ein gefälschtes, auf das Jahr 794 datiertes Gründungsprivileg Karls des Großen f wurde zwar 1279 von Bischof Berthold von Würzburg anerkannt, 1366 von Kaiser Karl IV bestätigt und auch danach bis ins 16. Jahrhundert nicht angezweifelt, änderte dennoch nichts an der Situation. Neustadt versuchte ebenfalls, durch eine gefälschte Urkunde die Stiftung des Klosters durch Gertrud, eine angebliche Schwester des Kaisers Karl dem Großen zu belegen. g Dieses Vorgehen führte zwar nicht zum Erfolg, jedoch entstand daraus eine Jahrhunderte andauernde Gertrudenverehrung. Alljährlich begaben sich Pilger aus Würzburg am Pfingstmontag auf die „Gertraudreise“, die Bittwallfahrt zur Abtei Neustadt.
Im 11. Jahrhundert stand das Kloster unter dem Einfluss der Klosterreform von Gorze, zu Anfang des 12. Jahrhunderts übernahm das Kloster die Hirsauer Reform. Diese geistlichen Reformbestrebungen veranlassten immer wieder den Würzburger Bischof zum Eingreifen.

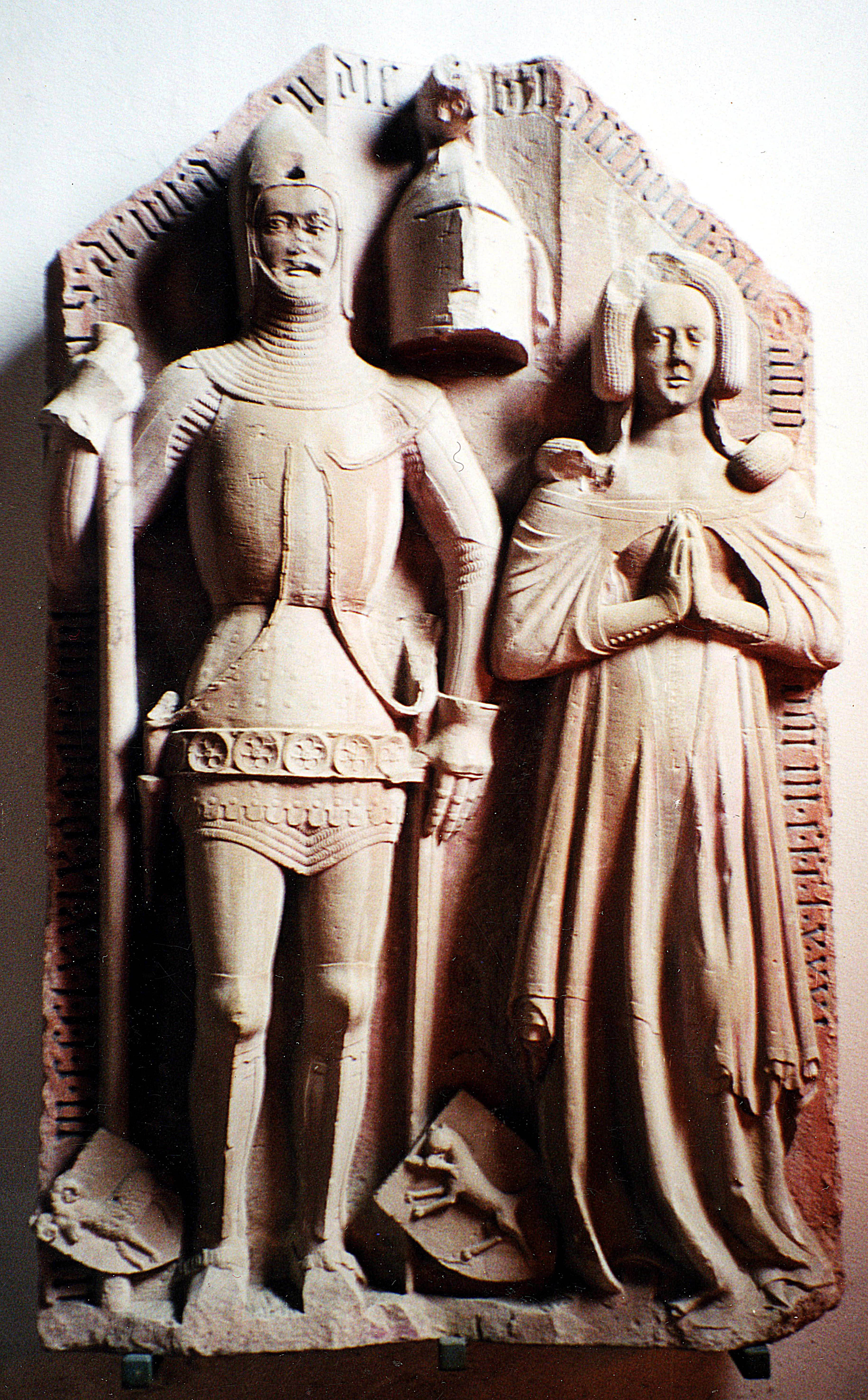
Doppelgrabmal des Ritters Gottfried Voit von Rieneck und seiner Gattin (Bibra ?) († 1379 und † 1381) Kloster Neustadt am Main

Nachdem 1243 die Vogtsfamile Grumbach ohne männliche Nachkommen geblieben war, die einzige Tochter jedoch in die Familie Rieneck einheiratete, erhielt im Jahr 1317 Graf Ludwig von Rieneck († 1333) von Bischof Gottfried III. von Hohenlohe die Vogtei über das Kloster und wurde Teilvogt über deren Besitzungen. Je nach Interessenlage und Machtverhältnissen von Kaiser und Bischof gelang es Neustadt, sich zeitweise von Würzburg zu lösen, oder das Kloster musste sich wieder dem Bischof beugen. Während des Dreißigjährigen Krieges wurde Neustadt dreimal geplündert und geriet zeitweise unter schwedische Herrschaft. Erst zur Zeit des Abtes Benedikt Lurz, der von 1764 bis 1788 dem Kloster vorstand, gelang es, die jahrhundertealten Händel mit Würzburg zu klären. Der Rechtsstreit endete endgültig am 21. November 1794 mit einem Vergleich. Im Zuge der Säkularisation wurde das Kloster 1803 aufgelöst und kam mit seiner umfangreichen Bibliothek in den Besitz des katholischen Fürsten Dominik Konstantin zu Löwenstein-Wertheim-Rosenberg. Etwa 1400 Bände der Neustadter Klosterbibliothek befinden sich heute in der Abtei Maria Laach. Am 4. November 1985, Versteigerung der 796 Lose bei Sotheby’s in München aus den Säkularisationsbeständen der Klosterbibliotheken von Bronnbach und Neustadt am Main.

## Einfluss der Äbte und des Klosters

### Kloster Neustadt und Amorbach und die Sachsenmission
In der frühmittelalterlichen Kirchenprovinz Franken galt der Neustädter Abt als zweiter Mann nach dem Würzburger Bischof. Neustadt war von 810 bis 829 eng mit dem Kloster Amorbach verbunden, nur drei Äbte leiteten beide Klöster. Die Äbte von Amorbach und Neustadt wurden in das erst 804 unterworfene und gewaltsam christianisierte Sachsen als Bischöfe entsandt. Unter anderem waren zwischen 810 und 829 drei Neustädter Äbte die ersten Bischöfe in Verden an der Aller.

### Besitzungen
Der wichtigste Besitz war die Neustadter Klostermark. Laut Heinrich Wagner stammt sie aus dem Jahr 772. Das Benediktinerkloster Neustadt hatte viele Besitztümer. 1264 gründete das Kloster auf eigenem Besitz eine Propstei in Einsiedel. Seit etwa 1200 beanspruchte das Kloster von der Pfarrei Steinfeld den Zehnt; 1336 wurden die Pfarreien Steinfeld und Karbach sowie die Propstei Retzbach dem Kloster inkorporiert, so dass Neustadt sämtliche Einkünfte erhielt, aber die Pfarrer besolden und die Kirchen und Pfarrhäuser unterhalten musste. Zum Kloster gehörten u. a. auch Hausen, Kützberg, Kronungen, Roden in Unterfranken mit den Ortschaften Ansbach und Roden sowie, zum Zeitpunkt der Säkularisation, über 4000 ha Wald im heutigen Fürstlich Löwensteinschen Park einschließlich der Orte Lindenfurterhof und Einsiedel. Das Kloster hielt außerdem das Patronat über die Pfarrkirche Mariä Himmelfahrt in Altenmünster.

### Einwohner Neustadts
Über Jahrhunderte lebten die Einwohner Neustadts mit und vom Kloster, denn einerseits lag der Ort auf klösterlichem Grund, andererseits gab es kaum andere Erwerbsmöglichkeiten als für das Kloster tätig zu sein. Zu welchem Zeitpunkt der Ort entstand, ist nicht bekannt. Im Spätmittelalter entwickelte sich aber eine gewisse Souveränität, als das Dorf begann, sich als eigenständige Kraft zu begreifen. Aus der Zeit zwischen 1000 und 1500 sind viele Urkunden erhalten, in denen der Dorfverband, eine Vorform der heutigen Gemeinde, als Vertragspartner auftritt. Diese sog. „Weistümer“ legten fest, wie das Kloster die Bedürfnisse und Wünsche der Gemeinde zu berücksichtigen hätte. Mit der Säkularisation änderte sich für die Bewohner des Dorfes kaum etwas, nur dass jetzt der jeweilige Fürst Löwenstein-Wertheim-Rosenberg die Herrschaft hatte. Die Männer arbeiteten meist als Tagelöhner oder Waldarbeiter für das Fürstenhaus.

### Mönche im Kloster
Die Anzahl der Mönche im Kloster schwankte stark im Lauf der Jahrhunderte. Während es zu Ende des 8. Jahrhunderts noch über 50 Mönche waren, wurde 1348 in einer Urkunde die Zahl auf 12 Priester, 2 Diakone, 2 Subdiakone und 4 Schüler begrenzt, da die wirtschaftlichen Bedingungen keine größere Zahl ermöglichte. Ab 1460 wurden auch Mönche zugelassen, die nicht dem Adel angehörten. Heinrich Schultheiß war der erste nichtadelige Abt. In seiner Amtszeit wurden 1464 der Kreuzgang und die angrenzenden Kapellen geweiht. 1525 überfielen die Bauern aus Rothenfels das Kloster und raubten es aus. Die Mönche flüchteten nach Rothenfels. Erst 1534 konnte die Kirche wieder geweiht werden. 1554 bekannte sich der Abt Johann Fries zum Luthertum und er wurde daher abgesetzt. Die danach im August 1555 erforderliche Wahl eines neuen Abtes konnte nicht durchgeführt werden, weil es nur zwei Konventuale gab. Langsam erholte sich das Kloster wieder. 1559 gab es 4 Mönche; danach erholte sich das Kloster wieder. Von 1650 bis zur Säkularisation ging die Zahl der Mönche auf 12 bis 15 Patres zurück. Am 22. Januar 1803 mussten 19 Mönche und zwei Kleriker das Kloster verlassen.

### Klosterschule
Bereits drei Jahre nach der Gründung des Klosters ordnete Karl der Große an, dass eine Schule für Knaben – „nicht bloß Kinder von knechtischer Herkunft, sondern auch Söhne von Freien“ – zu errichten sei. Adelsfamilien, deren Söhne sich dem Klosterleben widmen wollten, übergaben meist Teile ihres Besitzes an das Kloster. Es war jedoch keine Bedingung für die Aufnahme in die Klosterschule, dass sich die Schüler für ein anschließendes Leben als Priester entschieden. Eine Urkunde aus dem Jahr 1095 belegt, dass die Mönche tatsächlich eine Klosterschule unterhielten. In der Hierarchie des Klosters nahm der Schulmeister die dritte Position ein. Meist lebten zwischen 7 und 10 Jungen im Kloster und wurden dort unterrichtet. Für die zahlreichen musikalischen Aufführungen im Kloster waren mindestens 4 Singknaben erforderlich, um Sopran und Alt zu singen.

## Heraldik
Verschiedene Wappen im Landkreis Main-Spessart zeigen mit der Wappenfigur noch heute den Einfluss der Benediktinerabtei Neustadt (Kloster Neustadt am Main). Das Zeichen im Schild ist von einem schwarzen Kreuzchen überhöhter schwarzer unzialer Großbuchstabe N.

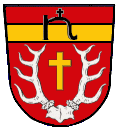
Ansbach (Roden)
Roden (Unterfranken)
Neustadt am Main
Steinfeld (Unterfranken)
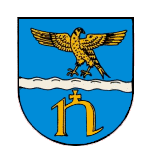
Karbach (Unterfranken)

## Bauten

### Erstes Kloster auf dem Michaelsberg
Bonifatius ging 738 mit Burkard nach Rorinlacha, um den ehemaligen heiligen keltischen See trocken zu legen. Burkard bekam von Karl Martell die Anlage auf dem Berg in Rorinlacha geschenkt. Dort baute Bonifatius mit Burkard sofort die erste Klosterzelle in Rorinlacha. Die Klosterkirche, eine Saalkirche mit Apsis, wurde 1974 vom BLfD ausgegraben. Die Saalkirche mit Apsis war eine südangelsächsische Bauweise. Die Klosterkirche auf dem Berg hatte eine Ostung von 13,5°. Auch die erste Klosterkirche im Tal, die „Alte Statt“, hatte 13,5°. Damit hatten dies beiden Saalkirchen mit Apsis die Patrozinien: Martin, Maria, Petrus und Paulus. Die Klosterabmessungen des Koster an der Michilstat, auf dem Berg, und der „Alten Statt“, im Tal, waren annähernd gleich: Ca. 20 m in Nord-Süd-Richtung und 18 m in West-Ost-Richtung.

### Erstes Kloster im Tal
Die Klosterkirche im Tal war eine Kopie von der Klosterkirche auf dem Berg. Auch der Konvent des Klosters im Tal war nördlich von der Klosterkirche, so wie auf dem Berg. Obwohl im Tal der Platz für ein südliches Konvent vorhanden war. Das erste Kloster im Tal, die „Alte Statt“ von vor 742, befand sich unter dem heutigen Pfarrhaus bzw. Pfarrheim. Eine kleine, innen 46 m² große einschiffige Saalkirche mit Apsis. Auch die erste Klosterkirche in Fulda, gebaut von Bonifatius, hatte diese südangelsächsische Bauweise. Die Mauern, die sich unter dem heutigen Pfarrhaus und Pfarrheim befinden, stammen von dieser Kirche und dem zugehörigen Konvent. Die Abmessungen des Klosters waren ca. 20 m von Nord-Süd und 18 m von West-Ost. Die Kirche hatte ein Ostung von 13,5°. Die Patrozinien waren Martin, Maria, und Petrus & Paulus. Bevor jedoch das Kloster im Tal gebaut wurde, musste zuerst der mit Röhricht bewachsene Sumpf (Rorinlacha) im Tal trockengelegt werden. Den Grund und Boden erhielt Megingaud um 738 von Hatto, einem verwandten Mattonen.

### Zweites Kloster im Tal
Die Kirche des zweiten Klosters im Tal war eine deutlich größere dreischiffige karolingische Vierungskirche. Der komplette zugehörige Konvents wurde bis jetzt nicht gefunden. Allerdings vermutet die Forschung die Reste des Konvents, der nach 772 errichteten Kirchenbaus, eher am Platz der romanischen Basilika. Die Kirche wurde von Abt Dietho (Amtszeit 908–932) neu erstellt. Die kreuzförmige Kirche, eine karolingische Vierungskirche, hatte ein basilikales Langhaus mit einem polygonalen Chor. An der Südseite des Langhauses lag der Kreuzgang. An die Südseite des Chores schlossen sich Klostergebäude an. Eingänge zur Kirche befanden sich an der Südseite des Querhauses und im westlichen Joch des nördlichen Seitenschiffs, jedoch nicht an der Westseite. Die Abmessungen der Kirche waren ca. 18 m von Nord-Süd, und 24 m von West-Ost, mit einem 17 m hohen Turm. Die Kirche hatte eine Ostung von 10,5°. Die Patrozinien waren Martin, Dionysius, Salvator und Hl. Kreuz. Das Marien-Patrozinium befand sich an der separaten Marien-Kapelle.

### Drittes Kloster im Tal

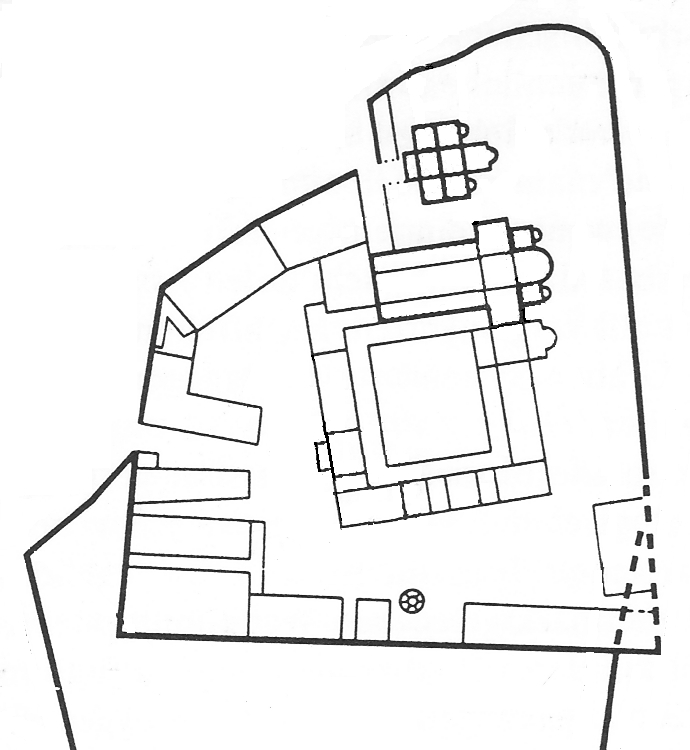
Grundriss der Klosteranlage um 1850

Die romanische Klosteranlage stammt aus um 1100. Noch bestehende Gebäude und Gebäudereste stammen z. T. aus dem 12. Jahrhundert, repräsentieren jedoch überwiegend den Bauzustand nach dem Brand von 1857. In der Zeit des Fürstbischofs Julius Echter von Mespelbrunn (1545 – 1617) wurden die Kirche und die Türme damals um etwa 3 m erhöht, der Chor zwischen den beiden Türmen wurde in vergrößerter Form neu gebaut, neue Fenster wurden eingesetzt, im Inneren wurden in der Vierung und den Querarmen neue Gewölbe eingezogen und auch das Kloster wurde vollständig neu gebaut. Für die Baukosten, die Bischof Echter dem Kloster aufzwang, nahm das Kloster ein Darlehen über 17.000 fl auf und in der darauffolgenden Zeit mussten mehrfach Güter verkauft werden, um die Instandhaltung der Kirche, der Klostergebäude, der Klosterhöfe und andere Baulasten bezahlen zu können. Die Mauer um den südlichen Teil der Anlage wurde 1719 unter Abt Bernhard Krieg erstellt. Ihm gelang es auch, die Schulden abzutragen und er konnte sogar die Ausstattung der Kirche verbessern und Landwirtschaftsbetriebe hinzukaufen.

## Säkularisation
Nach der Säkularisation ließ Fürst Karl von Löwenstein im Jahr 1836 die Klosterkirche als Pfarrkirche einrichten. Er ließ auch vor 743 die karolingische Vierungskirche der Neuen Statt von 781 abreißen, nur die Hälfte des Vieungsturm blieb übrig. Der Konventbau liegt an der Südseite der Kirche, im Westen und Südwesten befinden sich landwirtschaftliche Bauten aus dem 17. und 18. Jahrhundert, weiter im Süden der Garten mit dem Sommerhaus des Abtes aus dem Jahr 1734. Nach der Säkularisation wurden die Klostergebäude zu Wohnungen für Beamte und Angestellte der fürstlichen Verwaltung. 1857 brannten Klostergebäude und Kirche weitgehend ab. Die Wirtschaftsgebäude überstanden das Feuer und dienten weiterhin dem fürstlichen Landwirtschaftsbetrieb. Die Kirche wurde bis 1879 im romanischen Stil neu erbaut bzw. unter Verwendung alter Gebäudeteile wiederhergestellt. Reste der Konventsgebäude wurden im Juli 1960 komplett abgerissen, ohne eine Grabung vom BLfD, und befinden sich heute unter der Pfalzbrunnenstraße in der Neustadter Siedlung. Vom Konventbau erhalten sind noch der Kapitelsaal im Ostflügel, der jetzt als sog. „Werktagskirche“ dient, ein Portal und ansonsten nur Spolien.
Die Pfarrkirche St. Michael und St. Gertraudis steht als ehemalige Klosterkirche St. Maria und St. Martin unter Denkmalschutz, ebenso die ehemalige Kapelle St. Peter und Paul mit dem Arkadengang, das ehemalige Verwaltungsgebäude des Klosters (Klosterhof 5), das ehemalige Sommerhaus des Abtes (Klosterhof 7) und die Klostermauer einschließlich Toreinfahrt und Pforte.

## Archäologische Untersuchungen
Erste archäologische Untersuchungen begannen Anfang des 20. Jahrhunderts, nachdem 1908 das Bayerische Amt für Denkmalpflege gegründet worden war. 1946/47 führte der Kunsthistoriker Walter Boeckelmann baugeschichtliche Untersuchungen im Umfeld der Vierungskirche an der Neuen Statt durch. Danach fanden keine planmäßigen Ausgrabungen mehr statt, sondern es handelte sich meist um Reaktionen auf bevorstehende Baumaßnahmen. Als Beispiel seien Grabungen 1969 und 1991 am Eingang der Kirche sowie 1981/82 an der Stelle des ersten Klosters im Tal, direkt unter dem Pfarrhaus, genannt.